# Josh Maja
Joshua Erowoli Orisunmibare Oluwaseun Maja, né le 27 décembre 1998 à Lewisham (Angleterre), est un footballeur international nigérian qui évolue au poste d'avant-centre à West Bromwich Albion. Il possède également la nationalité britannique.

## Biographie
Né le 27 décembre 1998 dans le quartier londonien de Lewisham, dans le Grand Londres, de parents nigérians, Joshua Erowoli Orisunmibare Oluwaseun Maja grandit à Pimlico, à Londres,. Durant sa jeunesse, il joue en faveur des équipes de jeunes de Crystal Palace et de Fulham. Malgré son inscription officielle à Fulham, il passe un peu de temps à Manchester City, où il ne peut obtenir de bourse pour y rester. 

### En club

#### Sunderland AFC (2015-2019)
Manchester City n'offre pas de bourse à Joshua Maja et en mars 2015, le club de Sunderland AFC conclut un accord avec Fulham, lui permettant de lui faire signer une bourse d'études de deux ans. En mai 2016, il signe son premier contrat professionnel avec le club, en signant un contrat de trois ans. Le 21 septembre 2016, Joshua Maja réalise ses débuts professionnels lors d'une victoire 2-1 face aux Queens Park Rangers, lors du troisième tour de la League Cup, remplaçant Joel Asoro pour les 21 dernières minutes. Il ne joue pas à nouveau cette saison, mais apparaît à plusieurs reprises sur le banc des remplaçants lors de la campagne en Premier League, qui se solde par une relégation.
Joshua Maja fait ses débuts en championnat le 16 décembre 2017, en remplaçant James Vaughan au Stadium of Light. Cinq minutes plus tard, il marque le seul but du match. Le manager Chris Coleman déclare ensuite : « Josh m'a beaucoup impressionné. Il est différent, il nous donne une grande dose de personnalité ». Sunderland est victime d'une deuxième relégation consécutive lors de la saison 2017-2018 du championnat EFL, Joshua Maja ne marque pas d'autre but.
Au cours de la saison de League One 2018-2019, Joshua Maja marque lors des quatre premiers matchs de Sunderland en août 2018, ce qui lui vaut d'être nommé au titre de joueur du mois. Son contrat expirant à la fin de la saison, il se voit proposer un nouveau contrat, mais ne le signe pas.
Il apparaît à cette occasion dans la deuxième saison de la série documentaire « Sunderland Till' I Die », création originale de la plateforme de vidéo à la demande Netflix.

#### Girondins de Bordeaux (2019-2023)
Le 26 janvier 2019, Joshua Maja s'engage pour quatre ans et demi avec les Girondins de Bordeaux. Il fait ses débuts en Ligue 1 le 17 février suivant, lors d'une victoire 2-1 à domicile face au Toulouse FC (25e journée), jouant 67 minutes sur le front de l'attaque. Le 20 avril 2019, il marque son premier but lors d'une défaite 2-1 face au Nîmes Olympique (33e journée) mais se blesse au genou gauche lors de cette rencontre. Souffrant d’une distension des ligaments croisés du genou gauche, sa saison prend prématurément fin. Pour sa première demi-saison en France, il apparaît à sept reprises, titularisé trois pour un but inscrit.
Il trouve rapidement le chemin des filets lors de la saison 2019-2020, égalisant face au Montpellier HSC lors de la 2e journée (1-1). Muet par la suite, il connaît une période prolifique en fin d'année, ouvrant le score face au Stade de Reims (15e journée, 1-1) puis auteur du premier triplé de sa carrière le 3 décembre 2019 lors de la réception du Nîmes Olympique (16e journée, 6-0), délivrant également une passe décisive à Nicolas de Préville. Cinq jours plus tard, il offre une passe décisive à Yacine Adli face à l'Olympique de Marseille (17e journée, défaite 3-1). Lors de la 28e journée, il est buteur une dernière fois avant que le championnat ne soit arrêté à cause de la pandémie de Covid-19. Il conclut le championnat avec 21 apparitions dont 6 titularisations, 6 buts inscrits et 2 passes décisives données.
Jean-Louis Gasset prend les rênes de l'équipe pour la saison 2020-2021. Il lui accorde sa confiance et le titularise lors des deux premières journées des championnats. L'attaquant ouvre le score dès la deuxième journée à Angers SCO (victoire 0-2). Néanmoins, il perd sa place au fil de la saison, notamment au profit de Hwang Ui-jo. Intéressant dans son jeu dos au but et dans sa conservation du ballon, Maja est remplacé par un profil qui prend la profondeur, apporte de la vitesse et impulse un pressing sur la défense adverse.

##### Prêt à Fulham (2021)
Le 2 février 2021, alors muet en Ligue 1 depuis le 17 octobre 2020, Joshua Maja est prêté avec option d'achat jusqu'à la fin de la saison au Fulham FC. Pour sa deuxième apparition avec le maillot du club londonien, il inscrit un doublé face au Everton FC (24e journée, victoire 0-2). Il enchaîne alors 6 titularisations avant de prendre place sur le banc pour la réception de Manchester City (28e journée, défaite 0-3). Par la suite, il dispute 8 rencontres de Premier League pour seulement 3 titularisations et un second but inscrit face à Arsenal (32e journée, 1-1). Dix-huitième au terme de la saison, le Fulham FC est relégué en Championship.

#### West Bromwich Albion (depuis 2023)
Le 1er août 2023, Joshua Maja s'engage avec West Bromwich Albion en paraphant un contrat de trois ans,. Le 16 septembre 2023, face à Bristol (6e journée, 0-0), il sort sur blessure, touché à la cheville. Il renoue avec la compétition le 25 novembre, entrant en jeu face à Ipswich Town (17e journée, 0-0). Il est de nouveau touché à la cheville le 9 décembre sur la pelouse de Sunderland (20e journée, défaite 2-1). Ses ligaments étant atteints, il est alors éloigné des terrains pour quatre mois.

### En sélection
Début septembre 2019, Joshua Maja est convoqué pour la première fois en équipe du Nigeria par Gernot Rohr. Le 10 septembre 2019, il honore sa première sélection avec les Super Eagles en remplaçant Victor Osimhen à la 89e minute d'un match amical contre l'Ukraine (2-2).

## Statistiques
| Saison                | Club                  | Championnat           | Championnat | Championnat | Championnat | Coupe nationale | Coupe nationale | Coupe nationale | Coupe de la Ligue | Coupe de la Ligue | Coupe de la Ligue | Nigeria | Nigeria | Nigeria | Total | Total | Total |
| Saison                | Club                  | Division              | M.          | B.          | P.d.        | M.              | B.              | P.d.            | M.                | B.                | P.d.              | M.      | B.      | P.d.    | M.    | B.    | P.d.  |
| 2016-2017             | Sunderland AFC        | Premier League        | -           | -           | -           | -               | -               | -               | 1                 | 0                 | 0                 | -       | -       | -       | 1     | 0     | 0     |
| 2017-2018             | Sunderland AFC        | Championship          | 17          | 1           | 0           | 1               | 0               | 0               | -                 | -                 | -                 | -       | -       | -       | 18    | 1     | 0     |
| 2018-2019             | Sunderland AFC        | League One            | 24          | 15          | 2           | 3               | 0               | 0               | 3                 | 1                 | 0                 | -       | -       | -       | 30    | 16    | 2     |
| Sous-total            | Sous-total            | Sous-total            | 41          | 16          | 2           | 4               | 0               | 0               | 4                 | 1                 | 0                 | -       | -       | -       | 49    | 17    | 2     |
| 2018-2019             | Girondins de Bordeaux | Ligue 1               | 7           | 1           | 0           | -               | -               | -               | -                 | -                 | -                 | -       | -       | -       | 7     | 1     | 0     |
| 2019-2020             | Girondins de Bordeaux | Ligue 1               | 21          | 6           | 2           | 2               | 1               | 1               | 1                 | 1                 | 0                 | 1       | 0       | 0       | 25    | 8     | 3     |
| 2020-2021             | Girondins de Bordeaux | Ligue 1               | 17          | 2           | 0           | -               | -               | -               | -                 | -                 | -                 | -       | -       | -       | 17    | 2     | 0     |
| 2021-2022             | Girondins de Bordeaux | Ligue 1               | 2           | 0           | 0           | 2               | 1               | 0               | -                 | -                 | -                 | -       | -       | -       | 4     | 1     | 0     |
| 2022-2023             | Girondins de Bordeaux | Ligue 2               | 37          | 16          | 6           | 3               | 1               | 0               | -                 | -                 | -                 | -       | -       | -       | 40    | 17    | 6     |
| Sous-total            | Sous-total            | Sous-total            | 84          | 25          | 8           | 7               | 3               | 1               | 1                 | 1                 | 0                 | 1       | 0       | 0       | 93    | 29    | 9     |
| 2020-2021             | Fulham FC (prêt)      | Premier League        | 15          | 3           | 0           | -               | -               | -               | -                 | -                 | -                 | -       | -       | -       | 15    | 3     | 0     |
| 2021-2022             | Stoke City (prêt)     | Championship          | 15          | 1           | 3           | 2               | 1               | 0               | -                 | -                 | -                 | -       | -       | -       | 17    | 2     | 3     |
| Sous-total            | Sous-total            | Sous-total            | 30          | 4           | 3           | 2               | 1               | 0               | -                 | -                 | -                 | -       | -       | -       | 32    | 5     | 3     |
| Total sur la carrière | Total sur la carrière | Total sur la carrière | 155         | 45          | 13          | 13              | 4               | 1               | 5                 | 2                 | 0                 | 1       | 0       | 0       | 174   | 51    | 14    |

## Distinctions personnelles
- Membre de l'équipe type de Ligue 2 aux Trophées UNFP du football 2023[17].